# Palmengarten Frankfurt

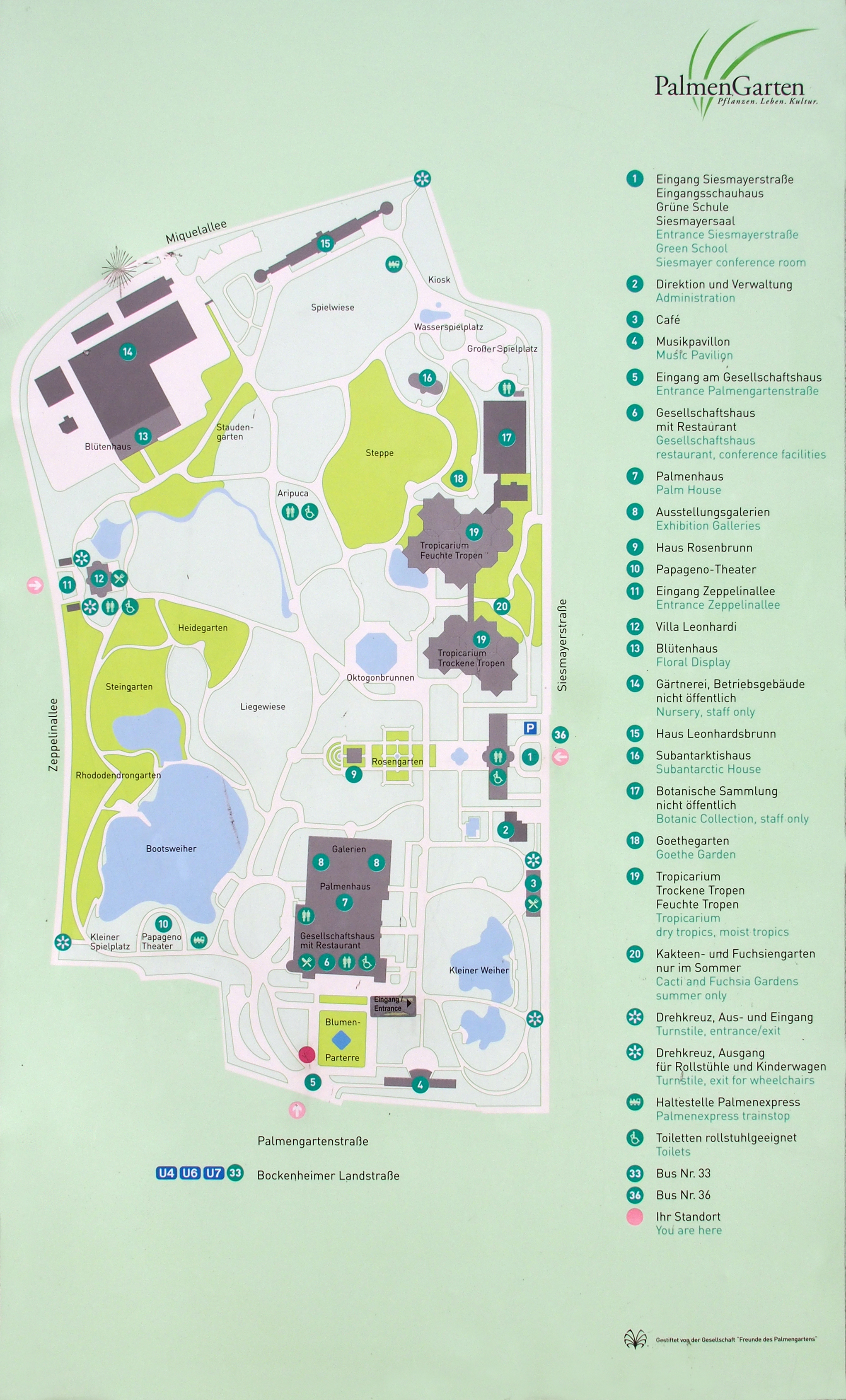
Übersichtsplan

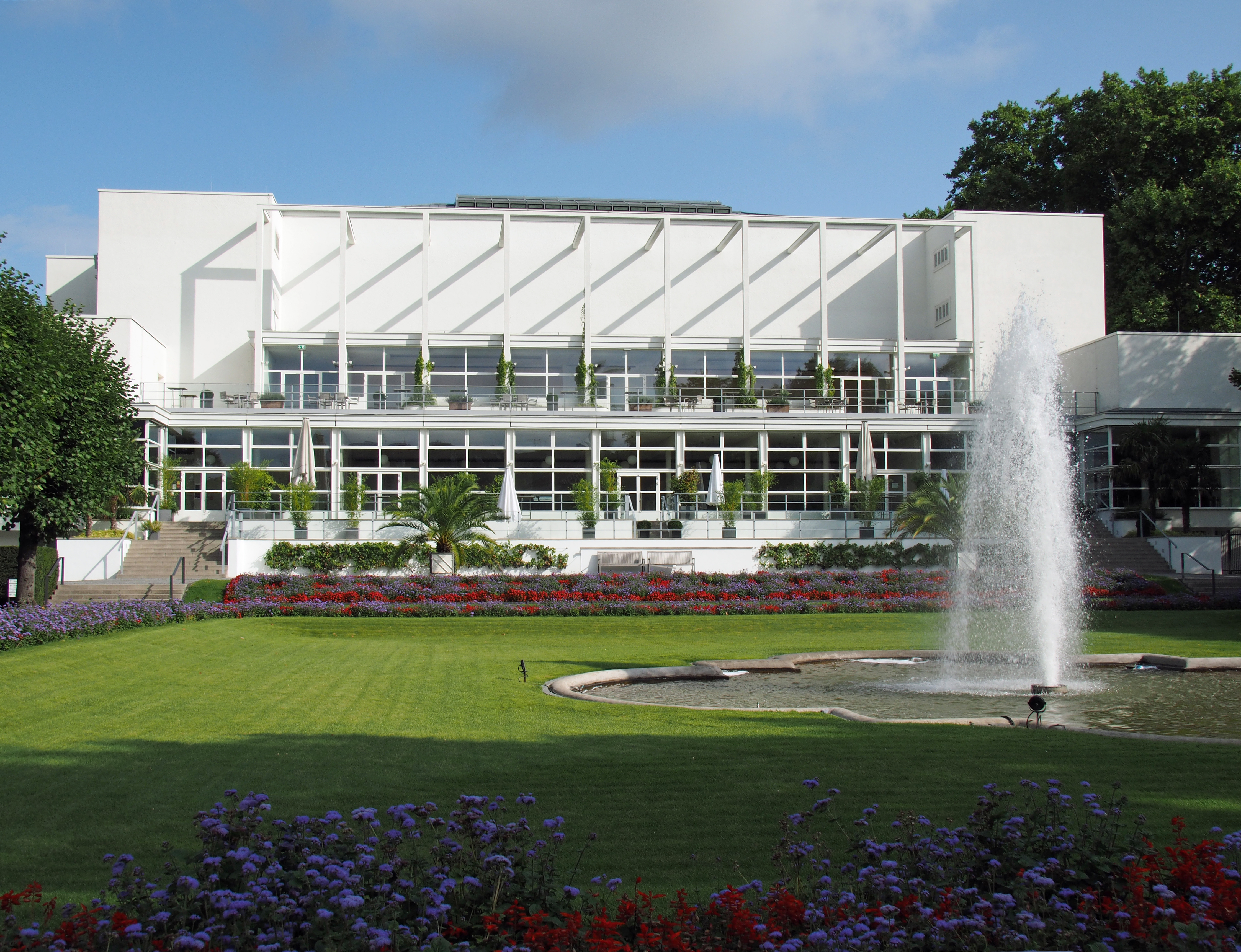
Palmengarten Frankfurt 2017, Gesellschaftshaus mit Restaurant, Eingang Palmengartenstraße

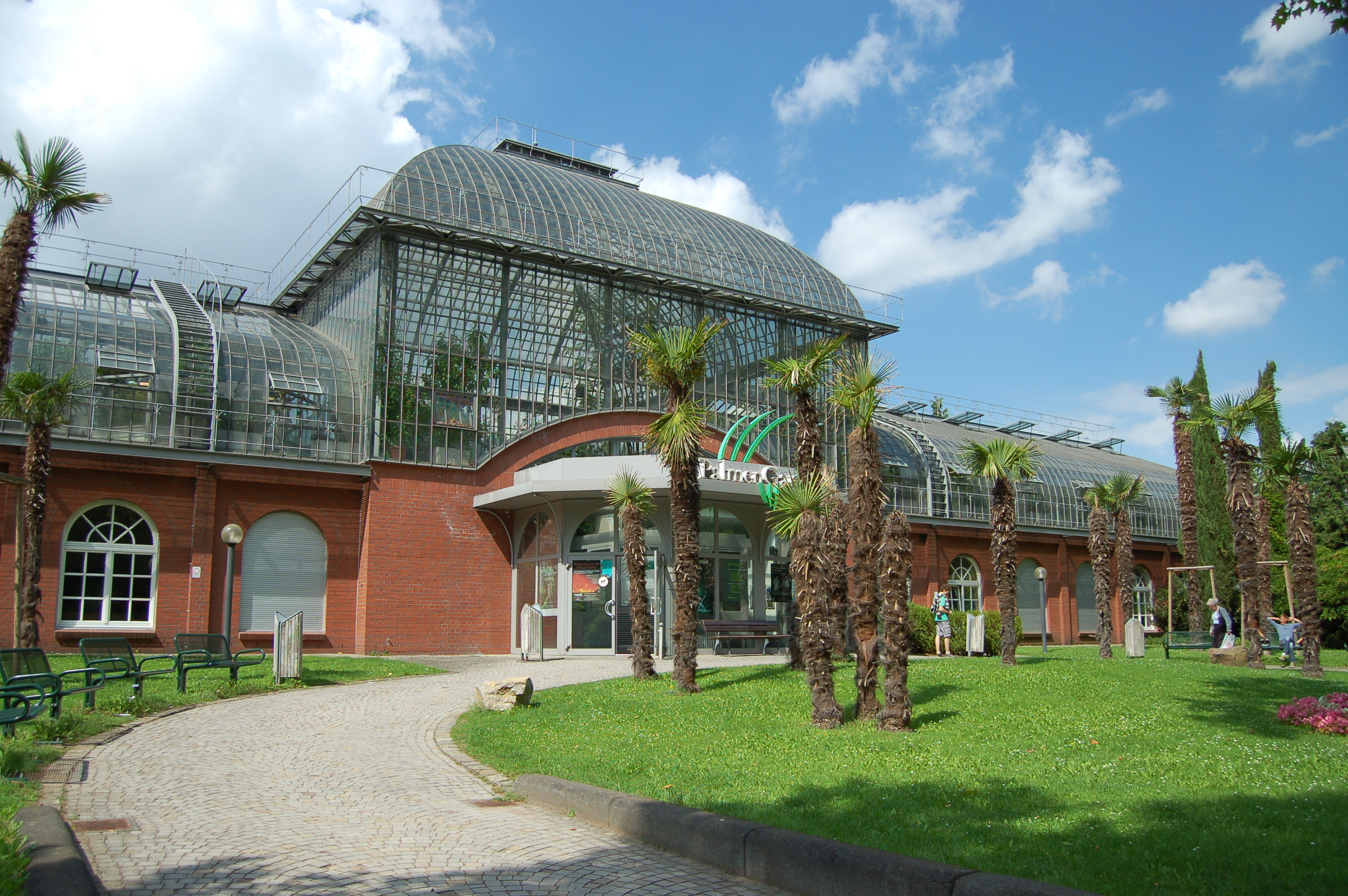
Haupteingang des Palmengartens in der Siesmayerstraße (2010)

Der Palmengarten ist einer von drei botanischen Gärten in Frankfurt am Main und liegt im Stadtteil Westend. Der 1871 eröffnete Garten ist mit 22 ha einer der größten seiner Art in Deutschland.
Direkt an die nordöstliche Ecke des Palmengartens schließt der Botanische Garten Frankfurt an, der bis 2011 zum Fachbereich Biowissenschaften der Johann Wolfgang Goethe-Universität Frankfurt am Main gehörte. Ebenfalls direkt benachbart liegt der Grüneburgpark. Diese drei Gärten bilden die größte innenstadtnahe Grünanlage Frankfurts. Bis Oktober 2006 befand sich östlich des Palmengartens das Amerikanische Generalkonsulat.
Der Palmengarten Frankfurt ist Mitglied im Verband Botanischer Gärten und Mitglied von BioFrankfurt, dem Frankfurter Netzwerk für Biodiversität. Mit der Palmengarten-Gesellschaft Freunde des Palmengartens e. V. besteht seit 1931 ein Förderverein, dessen knapp 1400 Mitglieder den Palmengarten unterstützen.

## Geschichte

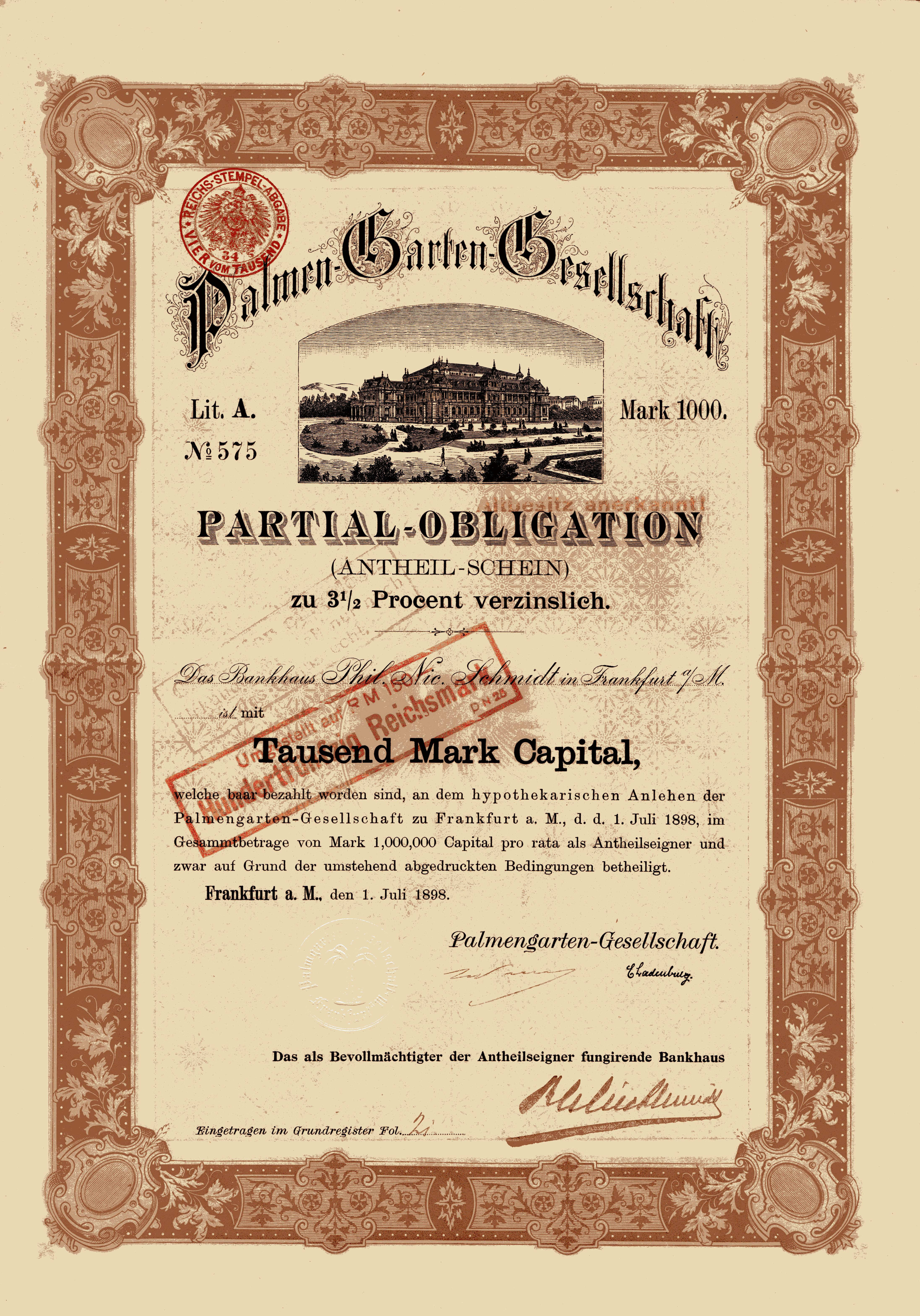
Für die Erweiterungen des Palmengartens wurde 1898 eine Anleihe über 1 Mio. Mark aufgelegt.

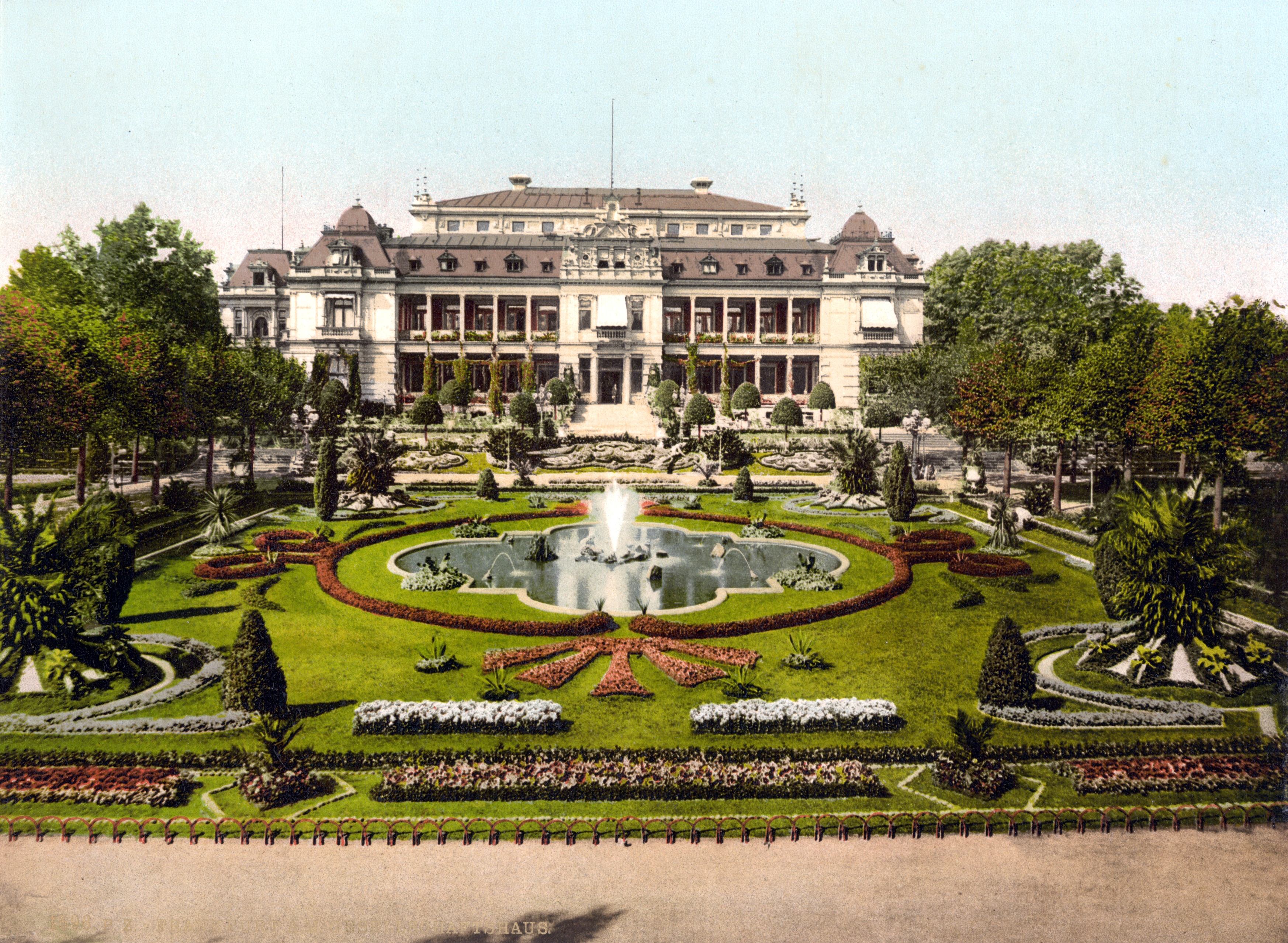
Eingang und Gesellschaftshaus des Palmengartens (um 1900)

Der im Jahr 1871 eröffnete Palmengarten entsprang wie viele andere Frankfurter Sehenswürdigkeiten, zum Beispiel der Eiserne Steg, privater bürgerlicher Initiative. Dazu wurde 1868 ein Verein gegründet, um die vom ehemaligen, 1866 depossedierten, Herzog Adolf von Nassau (dem späteren Großherzog von Luxemburg) zum Verkauf angebotenen tropischen Baum- und Pflanzenbestände der Orangerie seiner ehemaligen Residenz von Schloss Biebrich für diesen neuen Bürgerpark zu kaufen. Der Gartenfachmann Heinrich Siesmayer war mit dem Verkauf betraut worden und es gelang ihm, den Verein für die Förderung des öffentlichen Verkehrslebens in Frankfurt für die wertvollen Pflanzenbestände zu interessieren. Am 6. Mai 1868 bildete sich ein Komitee zum Erwerb der Biebricher Wintergärten. Eine Aktiengesellschaft wurde gegründet, die sich die Siesmayerschen Ideen eines Südpalastes zu eigen machte. Leopold Sonnemann, der Gründer der Frankfurter Zeitung, setzte sich mit viel Elan für die Idee ein. Sehr schnell waren die Aktien für rund 300.000 Gulden gezeichnet und im Mai 1869 konstituierte sich die Palmengarten-Gesellschaft. Schon am 16. März 1871 konnte der von Siesmayer nach englischen und französischen Vorbildern gestaltete Palmengarten an der Bockenheimer Landstraße feierlich eröffnet werden.
Als Vorbild der Gestaltung dienten für Siesmayer die Hallen der Galerie des Machines der Pariser Weltausstellung von 1867 und der Parc des Buttes-Chaumont. Siesmayer blieb bis 1886 Gartendirektor, sein Nachfolger war bis 1923 August Siebert, der zwischen 1905 und 1906 neue große Pflanzenschauhäuser errichten ließ und die botanisch-wissenschaftliche Ausrichtung der Institution verstärkte. Die den Garten im Osten begrenzende Straße wurde in den 1940er Jahren in Siesmayerstraße umbenannt.
Einen Großteil der Flächen stellte von Anfang an die Stadt Frankfurt zur Verfügung, die das Gelände an der Bockenheimer Landstraße für 99 Jahre in Erbpacht gab und auch 1884 auf Wunsch der Palmengarten AG größere Grundzukäufe tätigte. Schon 1885 stellte die Stadt allerdings fest, dass sie sich auf diese Kauf- und Pachtgeschäfte nur einlasse, weil der Palmengarten ja später doch an die Kommune fallen werde.
Von Mai bis September 1881 fuhr im Rahmen der Allgemeinen Patent- und Musterschutz-Ausstellung im Osten des Parks eine elektrisch betriebene Bahn von Siemens & Halske auf einem Rundkurs mit einer Spurweite von 550 mm und einer Geschwindigkeit von 7 km/h. Die Lokomotive mit einer Leistung von 2,2 kW wurde mit Gleichstrom von 150 V betrieben. Die Stromversorgung erfolgte durch eine Stromschiene.
Vor allem die so genannten „Neugarten“-Bereiche wurden in besonderem Maße sportlich genutzt (Rasentennis, Krocket, Radrennen). Der Palmengarten wurde bald ein gesellschaftliches Zentrum Frankfurts, es gab aber auch Rückschläge wie den Brand des Gesellschaftshauses in der Nacht vom 10. zum 11. August 1877. Ein Besuch der besonderen Art war 1890 der des amerikanischen Büffeljägers Buffalo Bill, der mit 200 Indianern und Cowboys auftrat und eine einzigartige Westernshow darbot.

### Eislaufen und Tennis
Nachdem in den 1880er Jahren in Frankfurt temporär eine der ersten Eisbahnen der Welt existierte, installierte man in den 1890er Jahren eine permanente Eisbahn im nördlichen Bereich des Palmengartens, die einer separaten Eintrittskarte bedurfte und zum beliebten Treffpunkt der Oberschicht wurde, zu den regelmäßigen Besuchern gehörte auch Clara Schumann. Im Sommer wurde die Eisbahn zu Tennisplätzen umgestaltet. 1904 fusionierte der 1861 gegründete Frankfurter Schlittschuhclub mit der 1898 gegründeten Lawn-Tennisvereinigung Palmengarten zum bis heute existierenden SC SAFO Frankfurt. Bis ins 20. Jahrhundert blieb der Palmengarten die bevorzugte Adresse für die beiden Sportarten.

### Nach dem Ersten Weltkrieg
Durch den Beginn des Ersten Weltkrieges verschlechterte sich die finanzielle Situation des Palmengartens und seiner AG dramatisch. In den 1920er Jahren nahm deshalb der Einfluss der Stadt immer weiter zu. Baudezernent Ernst May ermöglichte 1929 einen modernen Anbau für das Gesellschaftshaus, beteiligter Architekt war Martin Elsaesser. Zum 1. Juni 1931 übernahm schließlich die Stadt Frankfurt den Palmengarten. Die Anlage sollte sich in Richtung Volksgarten entwickeln. Während der Weltwirtschaftskrise wurde das Areal durch Notstandsarbeiten zum Zwecke der Arbeitsbeschaffung umgestaltet. Dabei gingen baufällig gewordene und dem Zeitgeschmack nicht mehr entsprechende Wahrzeichen des Gartens wie die Kettenbrücke über den großen Weiher und das Schweizerhaus verloren.
Eine für 1941 vorgesehene Internationale Gartenbauausstellung auf dem Gelände des Palmengartens und der angrenzenden Grünanlagen wurde kriegsbedingt abgesagt. Zwischen 12. und 13. September 1944 brannte dann der Westflügel des Gesellschaftshauses während der Luftangriffe auf Frankfurt am Main aus.

### Nach dem Zweiten Weltkrieg
Nach dem Zweiten Weltkrieg gehörte der Palmengarten von 1945 bis 1948 zum Sperrgebiet, das die amerikanische Besatzungsmacht im Westend eingerichtet hatte. Danach konnte die Bevölkerung ihn zeitweise wieder betreten. Der städtischen Verwaltung wurde der Garten am 14. Juli 1953 wieder übergeben. Erst 1954 konnten die wesentlichen Kriegsschäden im Palmengarten beseitigt werden. Dabei wurden die verzierten Wände des Gesellschaftshauses mit einfachen Holzverschalungen verdeckt.
1972 wurde die Parkeisenbahn Palmen-Express als akkubetriebene Schmalspurbahn mit einer Spurweite von 600 mm und einer Streckenlänge von 650 m eröffnet. Diese Bahn verkehrte bis 2021 auf einer eingleisigen Strecke durch den Park.
In den 1980er Jahren wurden alte Gewächshäuser saniert und eine Reihe von neuen Schauhäusern errichtet, darunter das Tropicarium und das Subantarktishaus. Trotz heftigen Protests der Betroffenen wurden zudem die Tennisplätze verlegt – der Tennisclub Palmengarten zog nach Frankfurt-Eschersheim. 1992 waren die Umbauten abgeschlossen. Mit dem Bau des Eingangs-Schauhauses in der Siesmayerstraße wurde der Haupteingang des Palmengartens von seiner Südseite in der Bockenheimer Landstraße auf die Ostseite verlegt.

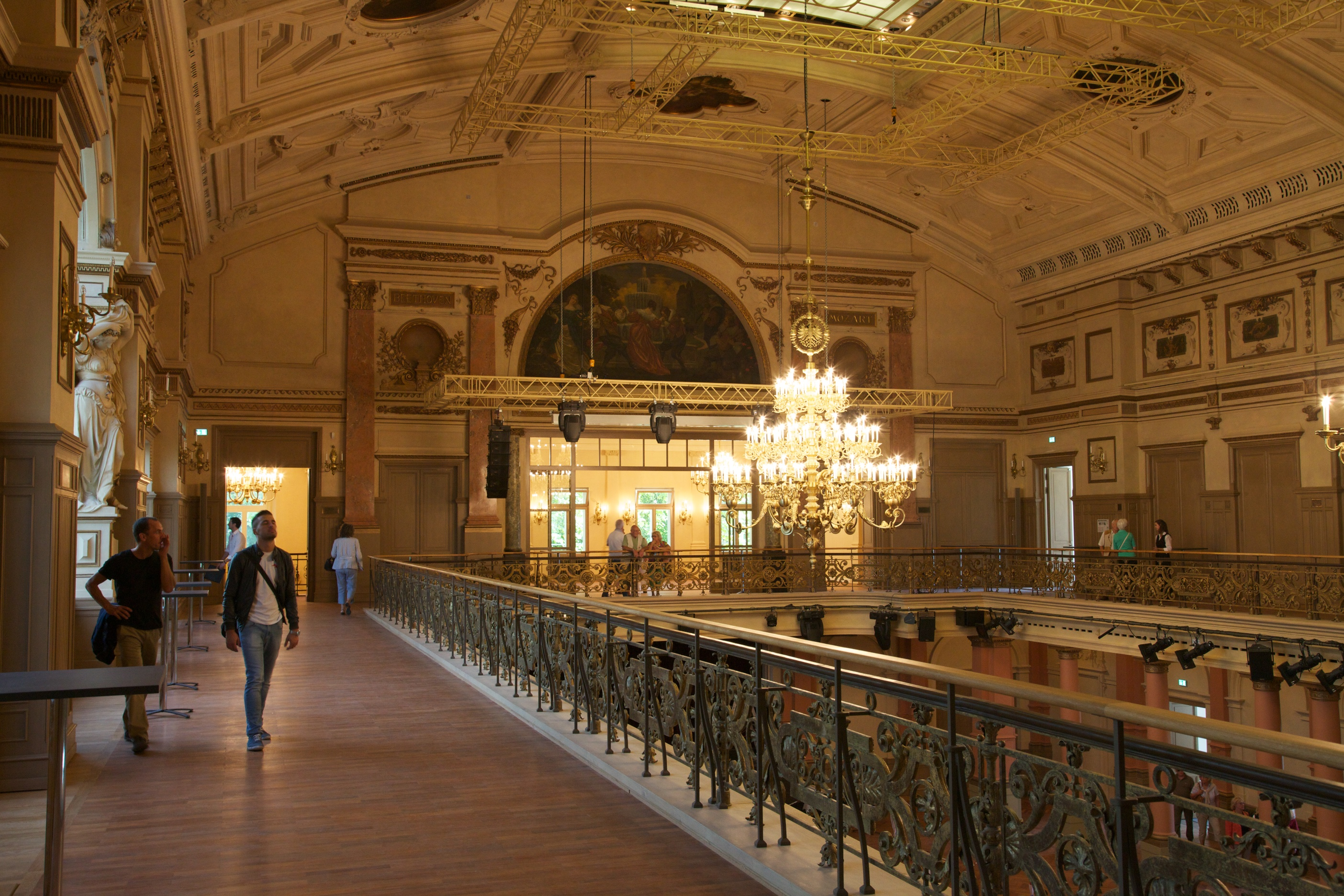
Festsaal nach der Renovierung im September 2012

Im Jahr 2002 wurde das Gesellschaftshaus wegen Baufälligkeit geschlossen. Im November 2005 genehmigte der Magistrat der Stadt den größten Teil der für die Wiederherstellung benötigten Mittel für eine grundlegende Renovierung ab dem Jahr 2007, nachdem im Jahr 2006 nur provisorisch repariert werden sollte. 2008 sollte das Gesellschaftshaus wieder eröffnet werden, die Arbeiten verzögerten sich jedoch aufgrund eines Rechtsstreites um die europagerechte Vergabe des Sanierungsauftrages. Schließlich begannen die Renovierungsarbeiten im April 2009. Die Wiedereröffnung war nun für den Herbst 2011 vorgesehen, verzögerte sich jedoch erneut wegen Hausschwamm-Befalls und anderer unvorhergesehene Schäden. Im September 2012 wurde das Gesellschaftshaus eröffnet, die Renovierungskosten beliefen sich auf knapp 40 Millionen Euro. Im Zuge der Arbeiten wurde auch der ursprüngliche von Friedrich von Thiersch im Stil der Neorenaissance dekorierte Große Saal restauriert.
Für die Fahrsaison 2012 wurde für den Palmen-Express von der SLZ-Maschinenbau GmbH in Hanau ein neuer Triebzug gebaut. Bedingt durch den Wegfall der Wendeschleife an der Zeppelinallee durch den Neubau eines separaten Eingangs für das Papageno Musiktheater war ein Zweirichtungsfahrzeug erforderlich, das an einem Streckenende als Wendezug eingesetzt werden kann.

### Heute und Zukunft
Im Gesellschaftshaus befindet sich das Zwei-Sterne-Restaurant Lafleur, in dem Andreas Krolik kocht.
Im Jahre 2015 wurde mit der Sanierung der Grotte begonnen, in welche Wasser eingedrungen war und seither geschlossen ist. 2018 wurde mit dem Neubau eines neuen Blüten- und Schmetterlingshauses begonnen. Dieses sollte zunächst im Oktober 2020 öffnen – wurde aber erst am 6. August 2021, im 150. Geburtsjahr des Palmengartens, eröffnet.
Insgesamt werden 2200 Quadratmeter Nutzfläche überbaut, davon entfallen 800 Quadratmeter auf das Schauhaus, das als freitragende Hallenkonstruktion ausgeführt ist. Die Gesamtkosten von 8 Millionen Euro werden von Stadt und Palmengarten-Stiftung getragen.
Im Jahr 2020 war der Palmengarten wegen der COVID-19-Pandemie zeitweilig geschlossen. Die Zwangspause wurde für Umbauarbeiten genutzt. Er durfte ab dem 11. Mai wieder öffnen.
Im September 2021 stellte die Parkeisenbahn Palmen-Express den Betrieb ein. Als Grund wurden technische Probleme und hohe Instandsetzungskosten genannt.

## Direktoren
- 1871–1886: Heinrich Siesmayer
- 1886–1923: August Siebert
- 1923–1931: Otto Krauss
- 1931–1945: Max Bromme
- 1945–1968: Fritz Joseph Encke
- 1968–1992: Gustav Schoser[3]
- 1992–1996: Isolde Hagemann
- 1998–2018: Matthias Jenny
- Seit 2018: Katja Heubach

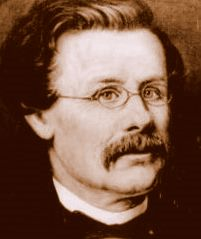
Heinrich Siesmayer
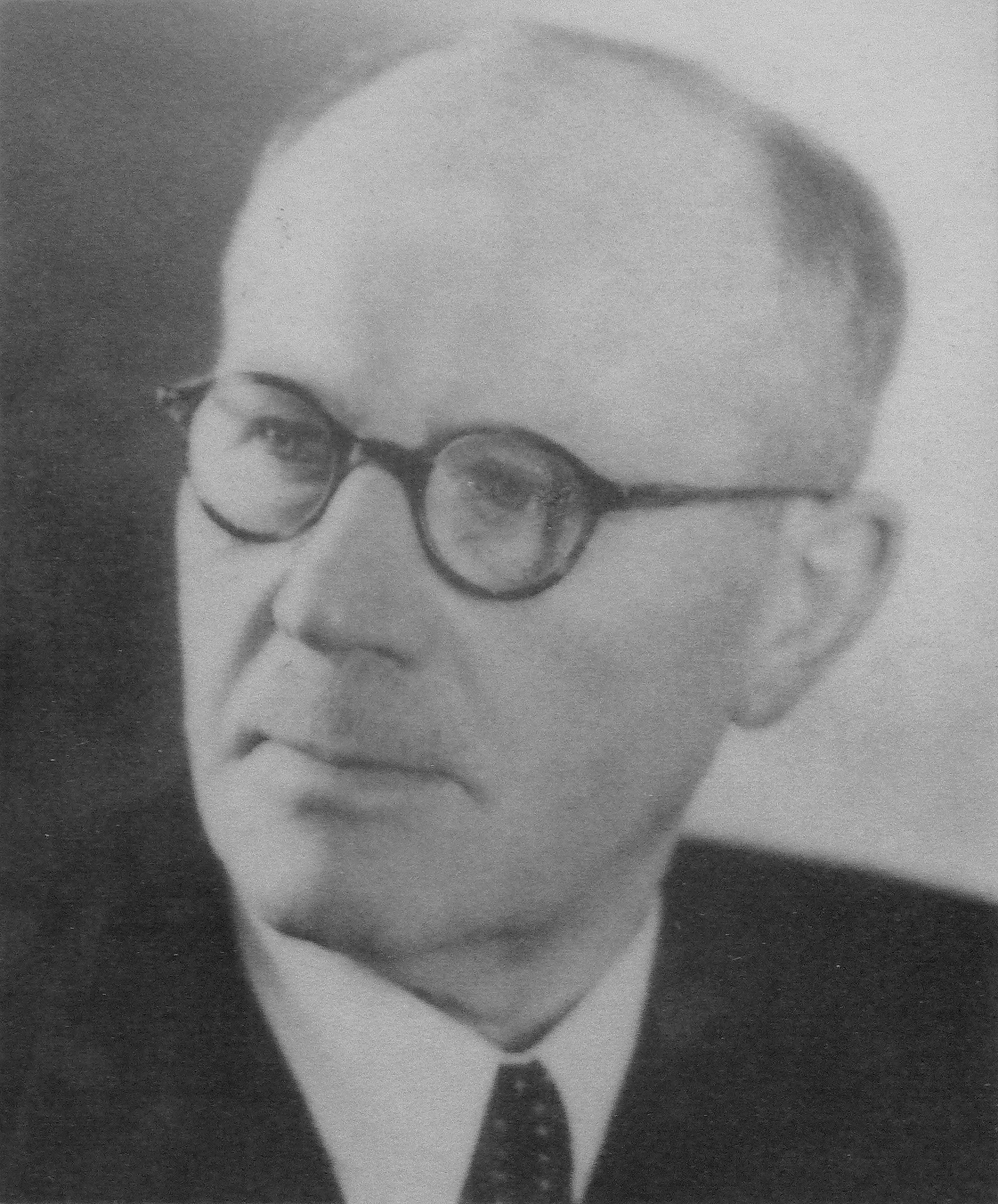
Max Bromme
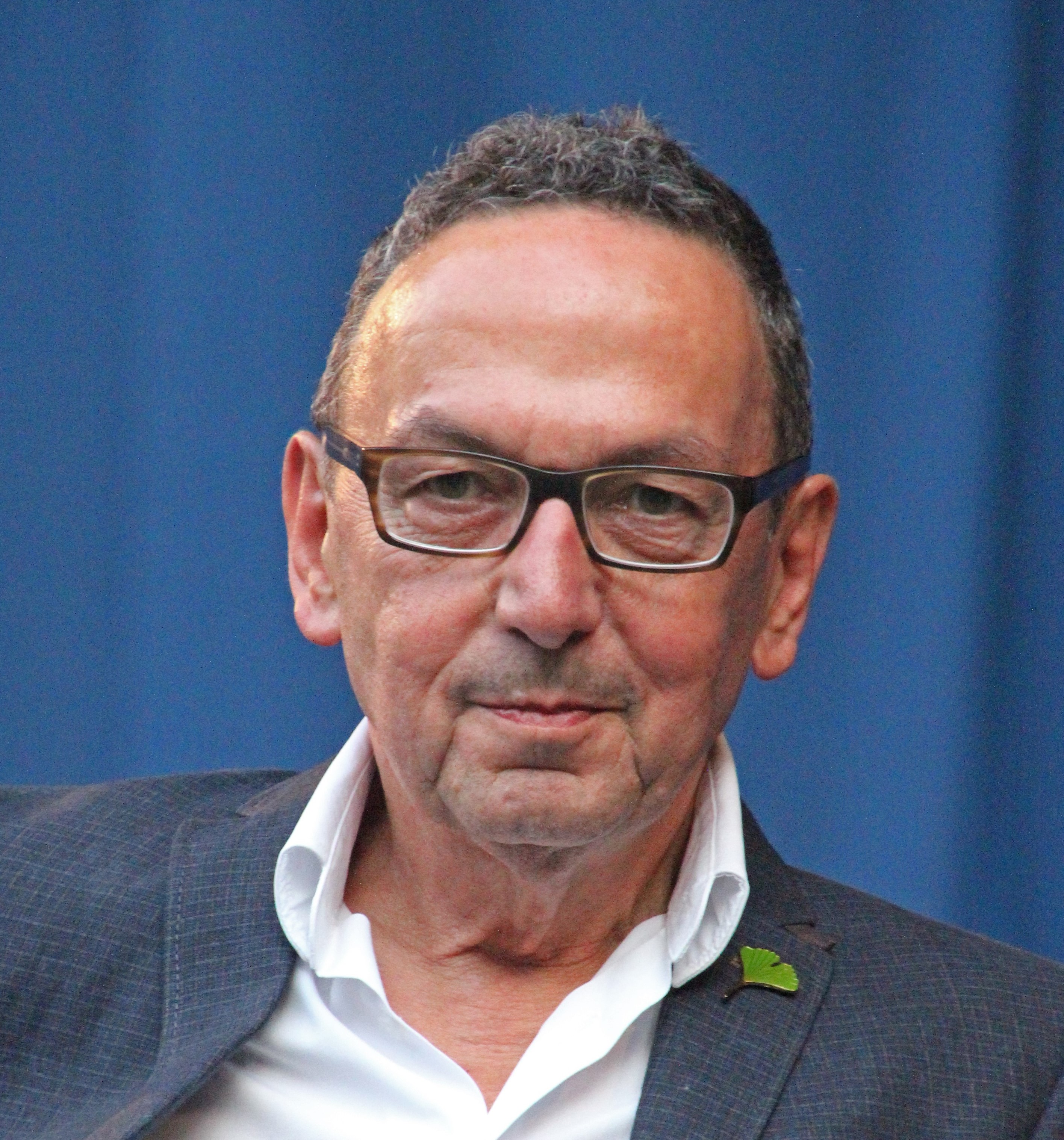
Matthias Jenny (2016)

## Aufbau

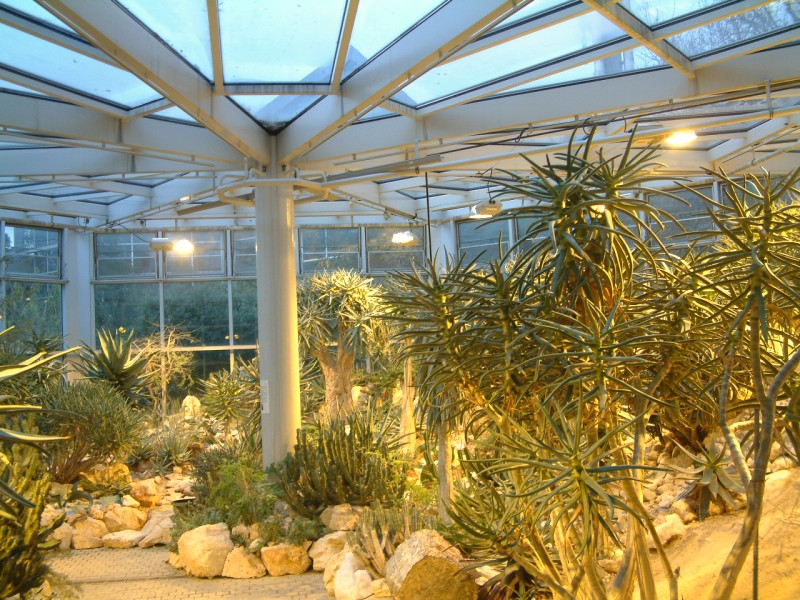
Wüstenhaus (2005)

Die Exponate befinden sich je nach Herkunft entweder auf den Freiflächen oder auch in klimatisierten Gewächshäusern. In diesen findet man zahlreiche tropische und subtropische Pflanzen bis hin zu einer sub-antarktischen Landschaft im Glaspavillon und zwei Wüstenlandschaften. Der Palmengarten bietet eine ganzjährige Sequenz thematischer Ausstellungen, die hauptsächlich im und um das Gewächshaus des Gesellschaftshauses Platz finden.

## Veranstaltungen

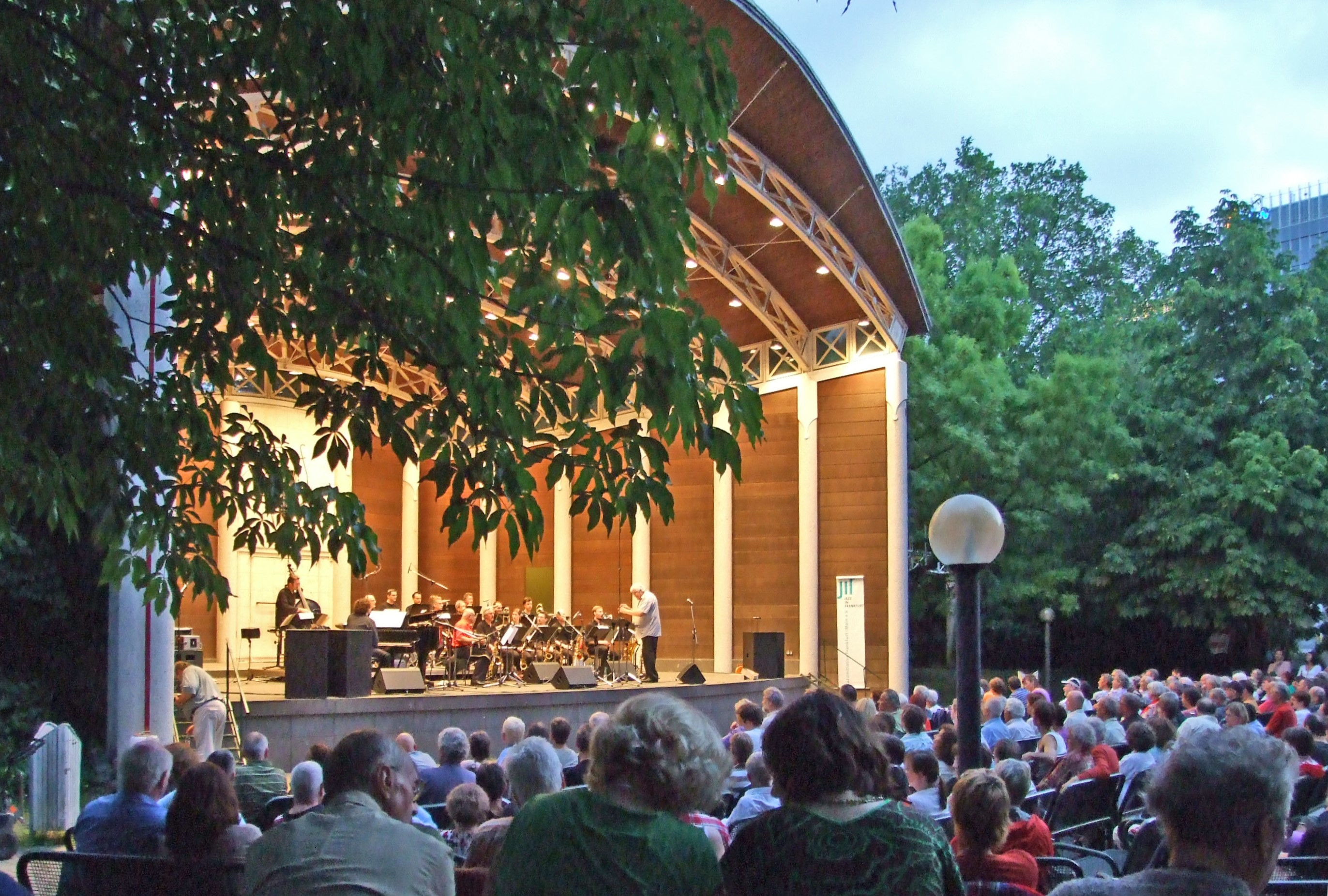
Jazz im Palmengarten

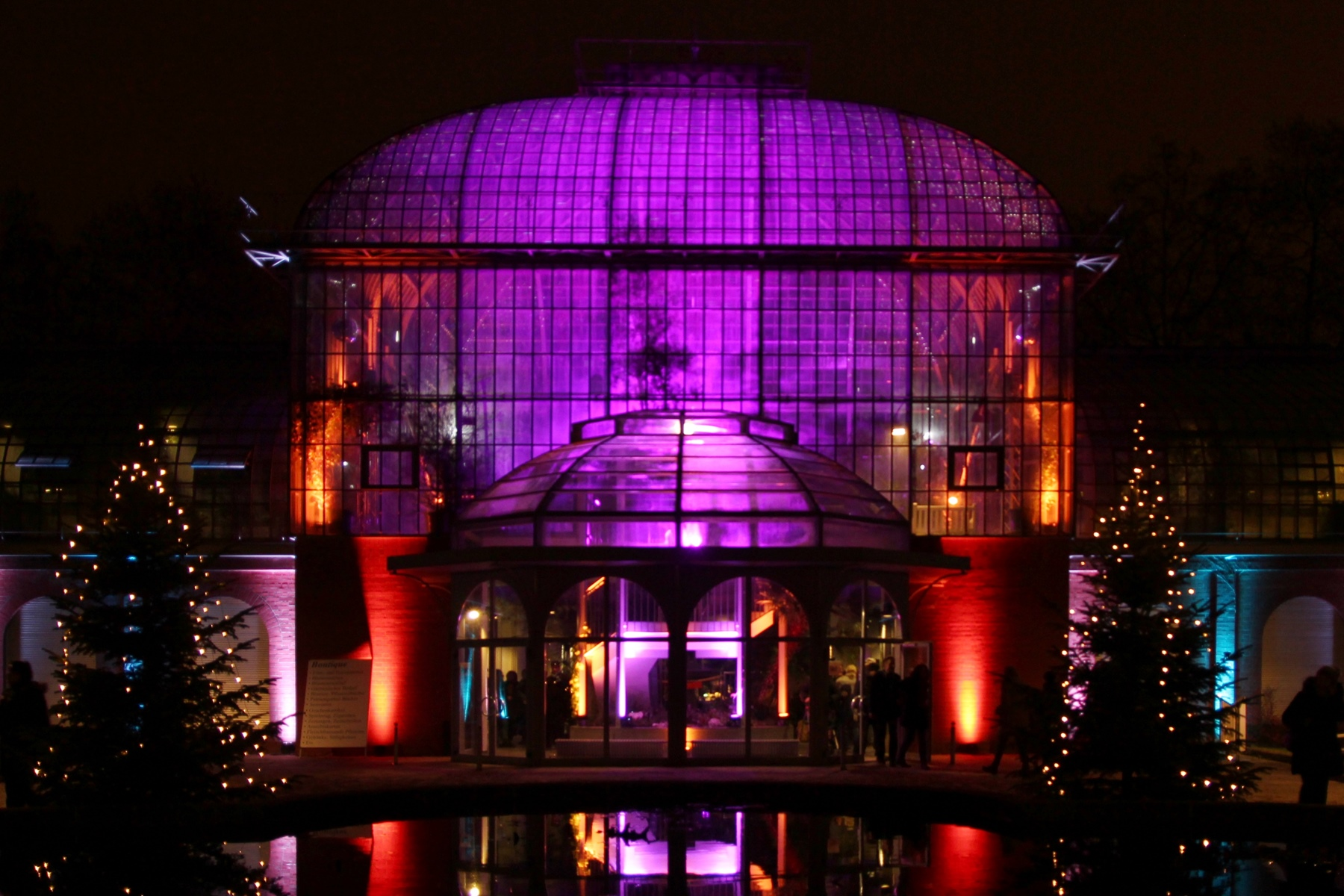
Illumination im Rahmen der Winterlichter 2017/18

- Am 6. Juni 1897 fand erstmals ein Leichtathletik-Sportfest im Palmengarten statt; die Palmengarten-Sportfeste wurden in den Jahren danach die bedeutendste Leichtathletik-Veranstaltung in Deutschland.
- Seit 1931 wird im Palmengarten das Rosen- und Lichterfest gefeiert.
- Die von Werner Wunderlich begründete Reihe Jazz im Palmengarten findet seit 1959 jeden Sommer statt und gilt als die „älteste kontinuierliche Jazz open air Reihe“ der Welt. Albert Mangelsdorff, der am 3. Juli 1959 das erste Konzert spielte, trat dort bis 2004 jedes Jahr auf. Die künstlerische Betreuung der sechs Open-Air-Konzerte liegt seit 2003 bei der Jazzinitiative Frankfurt.
- Im Sommer 2010 fand in Zusammenarbeit mit dem Deutschen Architekturmuseum eine Ausstellung Stadt-Grün statt, in welcher die Freiraumgestaltung an 27 europäischen Beispielen gezeigt wurde.
- Der Palmengarten beteiligte sich bis 2014 auch an der Nacht der Museen, die einmal jährlich Ende April stattfindet.
- Seit dem Winter 2012/2013 werden im Dezember und Januar zahlreiche Licht- und Klangobjekte installiert. Die Aktion Winterlichter wird vom Künstler Wolfgang Flammersfeld organisiert.[22][23]